# Agromyza graminicola
Agromyza graminicola är en tvåvingeart som beskrevs av Friedrich Georg Hendel 1931. Agromyza graminicola ingår i släktet Agromyza och familjen minerarflugor.
Artens utbredningsområde är Ungern. Arten är reproducerande i Sverige. Inga underarter finns listade i Catalogue of Life.